# Theresa Fitzpatrick
Theresa Matauaina Setefano (cognom de neixament Fitzpatrick; Auckland, 25 de febrer de 1995) és una jugadora de rugbi de Nova Zelanda. Va ser membre dels equips de la Copa del Món de Rugbi 2017 i 2021 dels Black Ferns. També ha representat Nova Zelanda al rugbi a 7; va guanyar medalles d'or a la Copa del Món de Rugbi Sevens 2018, als Jocs de la Commonwealth de 2018, als Jocs Olímpics d'estiu de 2016 a Rio de Janeiro, als Jocs Olímpics d'estiu de 2020 a Tòquio i als Jocs Olímpics d'estiu de 2024 a París. Va jugar a les Blues Women a la temporada 2022 de Super Rugby Aupiki.
Des del seu matrimoni el desembre de 2023 ha utilitzat el cognom, Setefano.

## Carrera esportiva
Va fer el seu debut al rugby a 7 al Seven Femení dels Estats Units de 2016. Aquell mateix any va ser seleccionada per representar Nova Zelanda als Jocs Olímpics d'estiu de 2016, on va obtenir una medalla de plata.
Fitzpatrick va ser nomenada per formar part de l'equip de la Copa del Món de Rugbi Femení 2017 i va formar part de l'equip guanyador de la Super Sèrie Femenina de Rugbi 2019.
El juliol de 2021, va ser membre de l'equip de Nova Zelanda que va guanyar la medalla d'or en l'esdeveniment femení als Jocs Olímpics d'estiu de 2020.
El 3 de novembre de 2021, va ser nomenada a l'equip de Blues per a la competició inaugural de Super Rugby Aupiki.
Va ser nomenada a la línia inicial dels Blues per al seu primer partit contra Matatū, van guanyar 21–10. També va començar en la seva golejada per 0–35 pels Chiefs Manawa a la ronda final. També va ser nomenada per la selecció femenina de rugbi VII de Nova Zelanda per als Jocs de la Commonwealth de Birmingham de 2022, on va guanyar una medalla de bronze.
L'agost de 2022, va ser seleccionada a l'equip de Black Ferns XV per a la sèrie de proves contra Austràlia per a la Copa Laurie O'Reilly. Va formar l'equip de 32 jugadores dels Black Ferns per a la Copa del Món de Rugbi 2021 endarrerida. Va anotar un assaig en el segon partit de grup contra Gal·les. El seu segon intent va arribar en l'últim partit de grup contra Escòcia. També va anotar un try en el xoc de les semifinals de Black Ferns amb França mentre lluitaven cap a la final.
Després d'un descans del rugbi durant la major part del 2023, va ser nomenada el febrer de 2024 a l'equip de Black Fern Sevens per a la resta de la temporada 2023-24.
El 20 de juny de 2024 es va anunciar que havia estat seleccionada com a membre de l'equip femení de rugbi a set de Nova Zelanda per als Jocs Olímpics de París. L'equip va guanyar la medalla d'or, derrotant a Canadà 19-12 a la final per donar-li a ella i a Nova Zelanda la segona medalla d'or olímpiques consecutives.

## Vida personal
Fitzpatrick ha estudiat medicina a la Universitat d'Auckland.
A Rarotonga, a les Illes Cook, el 22 de desembre de 2023, es va casar amb Ryan Quentin Setefano. Setefano va jugar 166 partits amb l'equip de rugbi Marist St Pats i va ser entrenador en cap de l'equip femení del club durant vuit temporades. El 2023 va ser nomenat entrenador ajudant de l'equip femení de rugbi Wellington Pride durant la seva campanya de la Farah Palmer Cup 2023.
La seva germana gran, Sulu Fitzpatrick, és una internacional de netball de Nova Zelanda. Les germanes Fitzpatrick van representar Nova Zelanda als Jocs de la Commonwealth de 2022.
Dos dels oncles de Fitzpatrick, Olo Brown i Tana Umaga, van ser internacionals a l'equip de rugbi a 15 de Nova Zelanda.